# Зимний чемпионат России по плаванию 2000
Зимний чемпионат России по плаванию 2000 прошёл с 25 февраля по 1 марта в Москве в спортивном комплексе «Олимпийский».

## Призёры

### Мужчины

#### 50 м, вольный стиль
Денис Пиманков (Омская область — ХМАО) — 22,80

 Сергей Ашихмин (Волгоградская область) — 22,89

 Алексей Павлов (Санкт-Петербург) — 23.16

#### 100 м, вольный стиль
Денис Пиманков (Омская область — ХМАО) — 50,53

 Андрей Капралов (Санкт-Петербург) — 50,82

 Сергей Ашихмин (Волгоградская область) — 51,34

#### 200 м, вольный стиль
Андрей Капралов (Санкт-Петербург) — 1.50,24

 Дмитрий Чернышев (Омская область) — 1.50,82

 Дмитрий Кузьмин (Волгоградская область) — 1.51,37

#### 400 м, вольный стиль
Алексей Филипец (Ростовская область) — 3.53,85

 Илья Никитин (Волгоградская область) — 3.58,07

 Евгений Безрученко (Москва) — 3.59,84

#### 1500 м, вольный стиль
Алексей Филипец (Ростовская область) — 15.21,52

 Алексей Ковригин (Красноярский край) — 15.28,97

 Евгений Безрученко (Москва) — 15.30,70

#### 50 м на спине
Игорь Демин (ХМАО — Новосибирская область) — 26,57

 Владислав Аминов (Красноярский край — Омская область) — 26,66

 Евгений Алешин (Нижегородская область) — 26,96

#### 100 м на спине
Владислав Аминов (Красноярский край — Омская область) — 57,00

 Сергей Остапчук (Волгоградская область) — 57,33

 Игорь Дёмин (ХМАО — Новосибирская область) — 57,56

#### 200 м на спине
Сергей Остапчук (Волгоградская область) — 2.02,03

 Владислав Аминов (Красноярский край — Омская область) — 2.02,89

 Андрей Космин (Нижегородская область) — 2.04,33

#### 50 м, брасс
Арсений Маляров (Москва) — 28,82

 Роман Ивановский (Волгоградская область) — 28,82

 Андрей Корнеев (Москва) — 29,00

#### 100 м, брасс
Роман Слуднов (Омская область) — 1.02,05

 Роман Ивановский (Волгоградская область) — 1.02,73

 Павел Анохин (Волгоградская область) — 1.03,31

#### 200 м, брасс
Андрей Иванов (Санкт-Петербург) — 2.15,12

 Роман Слуднов (Омская область) — 2.15,88

 Павел Анохин (Волгоградская область) — 2.16,28

#### 50 м, баттерфляй
Сергей Блескин (Санкт-Петербург) — 24,67

 Игорь Марченко (Санкт-Петербург — Ростовская область) — 24,85

 Константин Ушков (Волгоградская область) — 24,87

#### 100 м, баттерфляй
Денис Панкратов (Волгоградская область) — 54,58

 Анатолий Поляков (Коми — Ростовская область) — 54,83

 Дмитрий Чернышев (Омская область) — 54,83

#### 200 м, баттерфляй
Анатолий Поляков (Коми — Ростовская область) — 1.59,56

 Денис Панкратов (Волгоградская область) — 1.59,63

 Владимир Былинин (Пензенская область) — 2.01,30

#### 200 м, комплексное плавание
Сергей Прохоров (Самарская область — Ульяновская область) — 2.05,64

 Игорь Смирнов (Санкт-Петербург) — 2.07,29

 Максим Михайлов (Свердловская область — Самарская область) — 2.07,47

#### 400 м, комплексное плавание
Сергей Прохоров (Самарская область — Ульяновская область) — 4.27,50

 Алексей Ковригин (Красноярский край) — 4.29,19

 Алексей Белый (Ростовская область) — 4.31,32

#### Эстафета 4 × 100 м, вольный стиль
Санкт-Петербург (Алексей Павлов, Евгений Иванов, Андрей Капралов, Леонид Хохлов) — 3.25,83

 Регион Сибири (Иван Усов, Виталий Глузда, Владислав Аминов, Дмитрий Чернышёв) 3.26,58

 Волгоградская область (Степан Ганзей, Сергей Ашихмин, Алексей Егоров, Иван Борисов) — 3.28,71

#### Эстафета 4 × 200 м, вольный стиль
Санкт-Петербург (Дмитрий Ковалёв, Иван Метельский, Георгий Шабалин, Андрей Капралов) — 7.36,38

 Москва (Сергей Лавренов, Артём Федин, Сергий Гришокин, Евгений Безрученко) — 7.39,61

 Волгоградская область (Иван Борисов, Илья Никитин, Денис Родкин, Степан Ганзей) — 7.43,59

#### Комбинированная эстафета 4 × 100 м
Омская область (Владислав Аминов, Роман Слуднов, Николай Неневолин, Дмитрий Чернышев) — 3.46,61

 Санкт-Петербург (Александр Шилин, Денис Гришин, Игорь Марченко, Леонид Хохлов) — 3.48,75

 Москва (Сергей Гришокин, Андрей Корнеев, Владислав Куликов, Сергей Лавренов) — 3.48,91

### Женщины

#### 50 м, вольный стиль
Екатерина Кибало (Краснодарский край — Ростовская область — Волгоградская область) — 26,12

 Инна Яицкая (Самарская область) — 26,37

 Марина Чепуркова (Москва) — 26,58

#### 100 м, вольный стиль
Екатерина Кибало (Краснодарский край — Ростовская область — Волгоградская область) — 57,26

 Марина Чепуркова (Москва) — 57,52

 Светлана Сосновская (Челябинская область) — 58,30

#### 200 м, вольный стиль
Татьяна Михайлова (Москва) — 2.04,34

 Ирина Уфимцева (Новосибирская область) — 2.04,60

 Екатерина Насырова (Свердловская область — Самарская область) — 2.05,26

#### 400 м, вольный стиль
Ирина Уфимцева (Новосибирская область) — 4.17,37

 Татьяна Михайлова (Москва) — 4.18,17

 Ирина Коровина (Коми) — 4.22,48

#### 800 м, вольный стиль
Татьяна Михайлова (Москва) — 8.47,97

 Ирина Уфимцева (Новосибирская область) — 8.57,20

 Ирина Коровина (Коми) — 9.01,14

#### 50 м на спине
Екатерина Кибало (Краснодарский край — Ростовская область — Волгоградская область) — 29,79, РР

 Оксана Веревка (ХМАО) — 30,19

 Елена Гречушникова (Алтайский край — Самарская область) — 30,58

#### 100 м на спине
Станислава Комарова (Москва) — 1.04,70

 Ирина Раевская (Пензенская область) — 1.05,26

 Ярослава Фролкина (Кемеровская область — Челябинская область) — 1.05,53

#### 200 м на спине
Елена Гречушникова (Алтайский край — Самарская область) — 2.16,14

 Ирина Раевская (Пензенская область) — 2.18,22

 Анна Чистова (Калужская область) — 2.18,49

#### 50 м, брасс
Елена Богомазова (Санкт-Петербург) — 32,55

 Евгения Алехина (Волгоградская область) — 33,12

 Ольга Молчанова (Москва) — 33,59

#### 100 м, брасс
Елена Богомазова (Санкт-Петербург) — 1.10,68

 Ольга Бакалдина (Волгоградская область) — 1.10,84

 Евгения Алехина (Волгоградская область) — 1.12,01

#### 200 м, брасс
Ольга Бакалдина (Волгоградская область) — 2.28,30, РР

 Елена Богомазова (Санкт-Петербург) — 2.32,45

 Александра Маланина (Волгоградская область) — 2.32,49

#### 50 м, баттерфляй
Марина Соколова (Москва) — 27,98

 Наталья Сутягина (Пензенская область — Ростовская область) — 28,14

 Елена Наземнова (Пензенская область) — 28,37

#### 100 м, баттерфляй
Марина Соколова] (Москва) — 1.01,67

 Наталья Сутягина (Пензенская область — Ростовская область) — 1.02,32

 Елена Наземнова (Пензенская область) — 1.02,40

#### 200 м, баттерфляй
Ирина Беспалова (Архангельская область — Ростовская область) — 2.16,62

 Мария Мельникова (Ульяновская область) — 2.18,05

 Евгения Ожогина (Москва) — 2.19,66

#### 200 м, комплексное плавание
Оксана Веревка (ХМАО) — 2.16,13

 Екатерина Виноградова (Москва) — 2.19,18

 Александра Зерцалова (Санкт-Петербург) — 2.20,67

#### 400 м, комплексное плавание
Оксана Веревка (ХМАО) — 4.48,63

 Екатерина Виноградова (Москва) — 4.51,41

 Александра Зерцалова (Санкт-Петербург) — 4.55,23

#### Эстафета 4 × 100 м, вольный стиль
Самарская область (Надежда Чемезова, Екатерина Насырова, Наталья Шалагина, Олеся Смирнова) — 3.53,46

 Москва (Анна Коршикова, Юлия Пешехонова, Ольга Молчанова, Екатерина Виноградова) — 3.53,55

 Уральский регион (Динара Мингаждинова, Александра Здобнякова, Оксана Старцева, Светлана Сосновская) — 3.58,00

#### Эстафета 4 × 200 м, вольный стиль
Самарская область (Надежда Чемезова, Екатерина Насырова, Наталья Шалагина, Елена Гречушникова) — 8.28,59

 Москва (Марина Чепуркова, Ирина Абысова, Анна Безрученко, Татьяна Михайлова) — 8.31,63

 Волгоградская область (Анжела Соловьёва, Александра Маланина, Ольга Богославская, Любовь Юдина) — 8.34,39

#### Комбинированная эстафета 4 × 100 м
Москва (Станислава Комарова, Ольга Молчанова, Марина Соколова, Марина Чепуркова) — 4.19,87

 ХМАО — Югра (Татьяна Литовченко, Оксана Веревка, Татьяна Агафонова, Юлия Чекалина) — 4.23,52

 Санкт-Петербург (Елена Кандюхина, Елена Богомазова, Мария Сподобаева, Ирина Конторикова) — 4.29,76